# Peter Norman Nissen
Peter Norman Nissen (1871 — 2 de Março de 1930) foi um engenheiro de minas canadiano e oficial engenheiro, na altura com o posto de capitão, do exército britânico durante a Grande Guerra. Para fazer face às necessidades de abrigo das tropas concebeu em 1916 uma estrutura de alojamento temporário, mas que veio a provar ser extremamente durável, designada por Nissen hut.
A partir daquele desenho básico foi desenvolvida durante a Segunda Guerra Mundial a Quonset hut, que se tornaria no edifício mais vezes construído em todo o Mundo.